# 지우 (1998년)
지우(1998년 7월 31일 ~ )는 대한민국의 가수다.

## 방송
- 2023 베일드 오디션 (2023) - Top14
- 걸스 온 파이어 (2024) - Top32

## 음반
- Hug Me (2022)

## 기타
- 백설탕 <Green Light> (2022) - 피처링
- WU <위로!> (2023) - 보컬 참여
- DONKI <HI LOVE U> (2023) - 보컬 참여